# Stanislao Di Chiara
Stanislao Di Chiara (Montegranaro, 24 dicembre 1891 – Ferrara, 10 settembre 1973) è stato un ginnasta italiano.
Ha partecipato alle Olimpiadi 1908 tenutesi a Londra, in cui la rappresentativa italiana maschile si è classificata al sesto posto nel concorso a squadre. 